# Myllenyxis bicolor
Myllenyxis bicolor är en stekelart som beskrevs av Kamath och Gupta 1972. Myllenyxis bicolor ingår i släktet Myllenyxis och familjen brokparasitsteklar. Inga underarter finns listade i Catalogue of Life.